# Bill Masterton Memorial Trophy

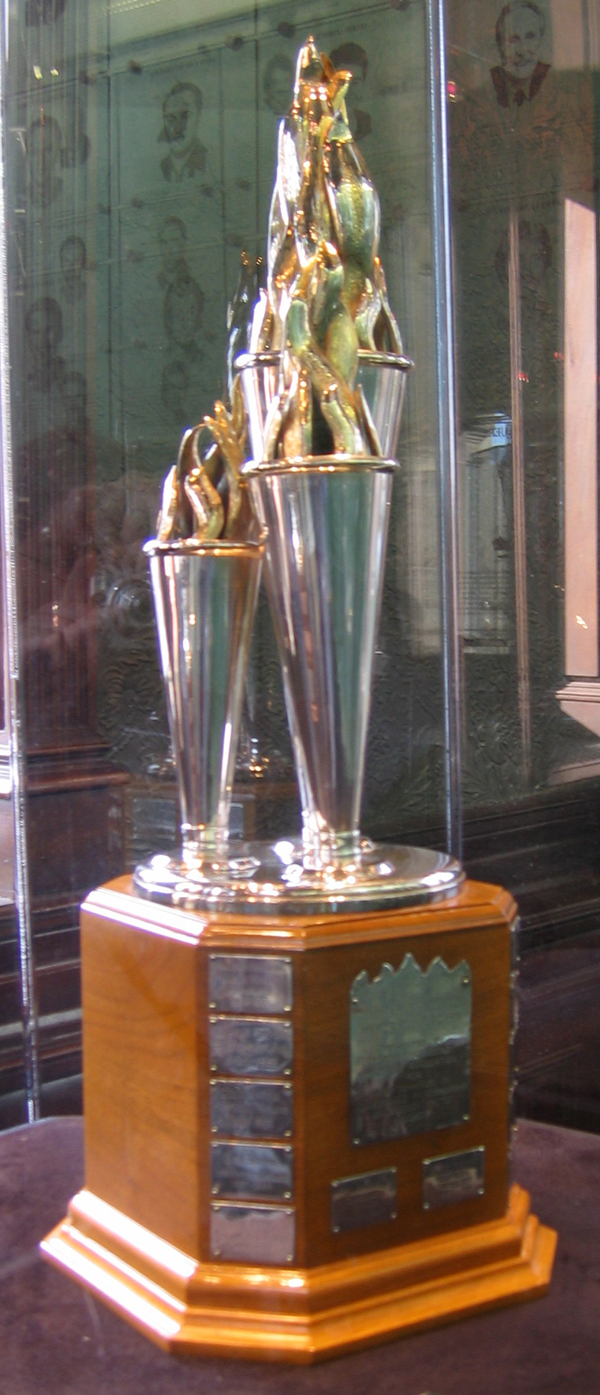

De Bill Masterton Memorial Trophy wordt ieder jaar uitgereikt aan de ijshockeyspeler in de National Hockey League met het meeste doorzettingsvermogen en toewijding aan het ijshockey. De trofee wordt meestal gegeven aan een speler die is teruggekomen van een zware ziekte of blessure en weer ijshockey speelt.
De prijs is vernoemd naar Bill Masterton (1938-1968), de eerste en enige speler die is overleden tijdens een NHL-wedstrijd. Masterton werd gehaakt, waarna hij achterover op het ijs viel. Hierbij kwam zijn hoofd hard tegen het ijs, waarna de wond begon te bloeden. Uiteindelijk verloor Masterton te veel bloed: hij overleed een dag later. Sindsdien is de komst van helmen in het ijshockey in een stroomversnelling geraakt; tegenwoordig draagt iedereen een helm.
Het eerste seizoen na de dood van Bill Masterton, 1968/69, werd de prijs voor het eerst uitgereikt. Een speler kan maar één keer in zijn loopbaan de prijs winnen.

## Winnaars
| Jaar | Naam                         | Leeftijd | Positie | Club                  |
| ---- | ---------------------------- | -------- | ------- | --------------------- |
| 2018 | Byan Boyle                   | 33       | C       | New Jersey Devils     |
| 2017 | Craig Anderson               | 35       | G       | Ottawa Senators       |
| 2016 | Jaromir Jagr                 | 43       | RW      | Florida Panthers      |
| 2015 | Devan Dubnyk                 | 28       | G       | Minnesota Wild        |
| 2014 | Dominic Moore                | 33       | C       | New York Rangers      |
| 2013 | Josh Harding                 | 28       | G       | Minnesota Wild        |
| 2012 | Max Pacioretty               | 23       | LW      | Montreal Canadiens    |
| 2011 | Ian Laperriere               | 37       | RW      | Philadelphia Flyers   |
| 2010 | Jose Theodore                | 33       | G       | Washington Capitals   |
| 2009 | Steve Sullivan               | 34       | LW      | Nashville Predators   |
| 2008 | Jason Blake                  | 34       | LW      | Toronto Maple Leafs   |
| 2007 | Phil Kessel                  | 19       | RW      | Boston Bruins         |
| 2006 | Teemu Selänne                | 35       | LW      | Anaheim Ducks         |
| 2005 | Geen winnaar door de staking |          |         |                       |
| 2004 | Bryan Berard                 | 26       | D       | Chicago Blackhawks    |
| 2003 | Steve Yzerman                | 37       | C       | Detroit Red Wings     |
| 2002 | Saku Koivu                   | 27       | C       | Montreal Canadiens    |
| 2001 | Adam Graves                  | 32       | LW      | New York Rangers      |
| 2000 | Ken Daneyko                  | 35       | D       | New Jersey Devils     |
| 1999 | John Cullen                  | 34       | C       | Tampa Bay Lightning   |
| 1998 | Jamie McLennan               | 26       | G       | St. Louis Blues       |
| 1997 | Tony Granato                 | 32       | RW      | San Jose Sharks       |
| 1996 | Gary Roberts                 | 29       | LW      | Calgary Flames        |
| 1995 | Pat LaFontaine               | 29       | C       | Buffalo Sabres        |
| 1994 | Cam Neely                    | 28       | RW      | Boston Bruins         |
| 1993 | Mario Lemieux                | 27       | C       | Pittsburgh Penguins   |
| 1992 | Mark Fitzpatrick             | 23       | G       | New York Islanders    |
| 1991 | Dave Taylor                  | 35       | RW      | Los Angeles Kings     |
| 1990 | Gord Kluzak                  | 25       | D       | Boston Bruins         |
| 1989 | Tim Kerr                     | 29       | RW      | Philadelphia Flyers   |
| 1988 | Bob Bourne                   | 33       | C       | Los Angeles Kings     |
| 1987 | Doug Jarvis                  | 31       | C       | Hartford Whalers      |
| 1986 | Charlie Simmer               | 31       | LW      | Boston Bruins         |
| 1985 | Anders Hedberg               | 33       | RW      | New York Rangers      |
| 1984 | Brad Park                    | 35       | D       | Detroit Red Wings     |
| 1983 | Lanny McDonald               | 29       | RW      | Calgary Flames        |
| 1982 | Glenn Resch                  | 33       | G       | Colorado Rockies      |
| 1981 | Blake Dunlop                 | 27       | C       | St. Louis Blues       |
| 1980 | Al MacAdam                   | 27       | LW      | Minnesota North Stars |
| 1979 | Serge Savard                 | 33       | D       | Montreal Canadiens    |
| 1978 | Butch Goring                 | 28       | C       | Los Angeles Kings     |
| 1977 | Ed Westfall                  | 36       | RW      | New York Islanders    |
| 1976 | Rod Gilbert                  | 34       | RW      | New York Rangers      |
| 1975 | Don Luce                     | 26       | C       | Buffalo Sabres        |
| 1974 | Henri Richard                | 37       | C       | Montreal Canadiens    |
| 1973 | Lowell MacDonald             | 31       | LW      | Pittsburgh Penguins   |
| 1972 | Bobby Clarke                 | 22       | C       | Philadelphia Flyers   |
| 1971 | Jean Ratelle                 | 30       | C       | New York Rangers      |
| 1970 | Pit Martin                   | 26       | C       | Chicago Blackhawks    |
| 1969 | Ted Hampson                  | 32       | C       | Oakland Seals         |
| 1968 | Claude Provost               | 34       | RW      | Montreal Canadiens    |

Eastern Conference
Western Conference
Stanley Cup · Clarence S. Campbell Bowl · Prince of Wales Trophy · Presidents' Trophy · Hart Memorial Trophy · Lester B. Pearson Award · Conn Smythe Trophy · Art Ross Memorial Trophy · Maurice Richard Trophy · Calder Memorial Trophy · James Norris Memorial Trophy · Frank J. Selke Trophy · NHL plus/minus Award · Bill Masterton Memorial Trophy · Lady Byng Memorial Trophy · King Clancy Memorial Trophy · Mark Messier Leadership Award · Vezina Trophy · Roger Crozier Saving Grace Award · William M. Jennings Trophy · Jack Adams Award · Lester Patrick Trophy